# 20. stoljeće
◄ | 1. tisućljeće | 2. tisućljeće | 3. tisućljeće | ►
◄ | 18. stoljeće | 19. stoljeće | 20. stoljeće | 21. stoljeće | 22. stoljeće | ►
1900-ih | 1910-ih | 1920-ih | 1930-ih | 1940-ih | 1950-ih | 1960-ih | 1970-ih | 1980-ih | 1990-ih
20. stoljeće je je razdoblje od 1901. do  2000. godine.

## Izumi i otkrića
- serijska proizvodnja na tekućoj vrpci, proizvodnja automobila.
- zrakoplovi su učinili put oko svijeta moguć ne u 80 dana, nego u jednom danu. Prvi let braće Wright bio je 1903. godine.
- otkrivena teorija relativnosti 1916.
- otkrivena i usavršena kvantna mehanika.
- radio, televizija, Internet (masovni mediji)
- otkrivena struktura DNK.
- let u svemir
- atomska (nuklearna) energija
- penicilin (prvi put otkriven 1896., ali ušao u široku upotrebu poslije Flemingova ponovna otkrića 1928.)

## Ratovi i njihove posljedice
20. stoljeće je najkrvavije u povijesti čovječanstva, s dva najsurovija režima u povijesti, fašizmom i komunizmom.
- 1899. – 1902. - II. Burski rat između  Britanije i Burske Republike
- 1912. – 1913. - Balkanski ratovi; oslobađanje Balkana od Osmanskog Carstva
- 1914. – 1918. - Prvi svjetski rat; više od 15 milijuna žrtava
- 1924. – 1953. - Staljinova strahovlada; oko 20 milijuna žrtava
- 1933. – 1945. - Holokaust - genocid nad Židovima; 6 milijuna žrtava
- 1939. – 1945. - Drugi svjetski rat; više od 50 milijuna žrtava, uključujući žrtve Holokausta
- 1949. – 1976. - Mao-Ce-Tung i nestašica hrane u Kini; više od 28 milijuna žrtava
- 1959. – 1975. - 2. vijetnamski rat; ujedinjenje Vijetnama uz otprilike 3 milijuna žrtava
- 1994. - Genocid u Ruandi odnosi gotovo milijun žrtava
- 1991. – 1995. - Domovinski rat; na hrvatskoj strani poginulo 13 233 ljudi

## Osobe

### Političari
- Vladimir Lenjin
- Josif Staljin
- Adolf Hitler
- Benito Mussolini
- Ante Pavelić
- Mao Ce Tung
- Ho Ši Min
- Mahatma Gandhi
- Winston Churchill
- Josip Broz Tito
- Ivan Pavao II.
- Mustafa Kemal Atatürk
- Dwight D. Eisenhower
- Theodore Roosevelt
- John F. Kennedy
- Ronald Reagan
- Harry Truman
- Bill Clinton
- Franjo Tuđman

### Pronalazači i znanstvenici
- Albert Einstein
- Ivan Pavlov
- Max Planck
- Noam Chomsky
- Nikola Tesla
- Thomas Alva Edison
- Werner Heisenberg
- Wolfgang Pauli
- Paul Dirac
- Erwin Schrödinger
- Braća Wright
- Igor Sikorsky
- Guglielmo Marconi
- Sigmund Freud
- Marie i Pierre Curie
- Niels Bohr
- Louis de Broglie
- Igor Vasiljevič Kurčatov
- Andrej Saharov

### Umjetnici
- Pablo Picasso
- Piet Mondrian
- Salvador Dalí
- René Magritte
- Marc Chagall
- Amedeo Modigliani
- Jackson Pollock
- Vasilij Kandinski
- Kazimir Maljevič
- Igor Stravinski
- Sergej Prokofjev
- Dmitrij Šostakovič
- George Gershwin
- Maurice Ravel
- Paul Hindemith
- Carl Orff
- Arnold Schönberg
- Miroslav Krleža
- Jean-Paul Sartre
- Ivo Andrić
- Albert Camus
- William Faulkner
- James Joyce
- Samuel Beckett
- Luigi Pirandello
- Eugene Ionesco
- George Orwell
- Aleksandar Solženjicin
- Ernest Hemingway
- Elvis Presley
- Franz Kafka
- Alfred Hitchcock
- Stanley Kubrick
- Humphrey Bogart
- Lauren Bacall
- Marilyn Monroe
- Charlie Chaplin
- Clark Gable
- James Stewart
- Cary Grant
- Steven Spielberg
- Jack Nicholson
- Anthony Hopkins
- Tim Burton
- Steven Spielberg
- George Lucas
- James Cameron
- Liam Neeson
- Tom Hanks
- Marlon Brando
- Al Pacino
- Robert De Niro
- Jodie Foster
- Katharine Hepburn
- Audrey Hepburn
- Gregory Peck
- Kirk Douglas
- Miles Davis